# De wereld van Sofie
De wereld van Sofie is een boek van Jostein Gaarder. De oorspronkelijke uitgave verscheen in 1991 in het Noors, onder de titel Sofies verden. Het boek werd een internationaal succes en er verschenen onder meer een film, een musical, een bordspel en een cd-rom over het boek.

## Verhaallijn
De wereld van Sofie handelt voornamelijk over de geschiedenis van de westerse filosofie en een gedeelte van de Oosterse filosofie die (gedeeltelijk) overeenkomstig is met de westerse en beschrijft deze op een luchtige manier. Het boek vertelt een verhaal over een veertienjarig meisje, Sofie Amundsen, dat in Noorwegen woont. Zij woont bij haar moeder. Haar vader is kapitein van een olietanker en brengt het grootste deel van zijn tijd buitenshuis door; hij speelt verder geen rol in het boek.
In het begin van het boek ontvangt Sofie per post twee anonieme berichtjes met twee levensvragen erop: wie ben jij? en waar komt de wereld vandaan? Ze krijgt ook een postkaart die geadresseerd is aan een zekere Hilde Møller Knag, een meisje waar zij echter nog nooit van heeft gehoord.
Vanaf dan ontvangt Sofie geregeld vragen of denkoefeningen, en een aantal dagen later worden deze gevolgd door een dikker pakket dat een deel van de samenvatting van de geschiedenis van de Westerse filosofie bevat. Sofie heeft net als de lezer zelf zo de tijd om zelfstandig over een aantal problemen na te denken, alvorens zij leest wat grote filosofen daarover dachten. Het boek wordt op die manier voortdurend afgewisseld tussen de verhaallijn over Sofie, en de bespreking van verschillende filosofen. Dit zorgt voor adempauzes tussen de vertellende stukken in.
Hoe meer het boek vordert, hoe meer Sofie te weten komt over haar mysterieuze filosofieleraar Alberto Knox. De postkaarten voor Hilde komen echter niet van hem, maar van een man genaamd Albert Knag (er is een opvallende overeenkomst tussen de twee namen), die voor de Verenigde Naties in Libanon werkt. Sofie en Alberto weten echter voor de rest niet zo veel van hem, al maakt Alberto op een gegeven moment de bittere opmerking dat hij net als een God is.
De bespreking van de filosofen wordt op een duidelijke en begrijpelijke manier uit de doeken gedaan. Het boek is daarom toegankelijk voor zowel jeugd als voor volwassenen, en dat wordt door critici gezien als een van Gaarders sterke punten. Het decor van het boek wordt vaak aangepast aan het onderwerp, zo leert Sofie over Jean-Paul Sartre terwijl ze in een Frans café vertoeft.
Tegen het einde van het boek wordt duidelijk waarom Alberto deze filosofielessen aan Sofie geeft: het is noodzakelijk dat ze met haar kennis weerstand kan bieden aan de schijngod Albert Knag, die Sofies leven lijkt te beheersen en steeds meer ingrijpt in haar wereld.

## Lijst van filosofen en filosofische stromingen

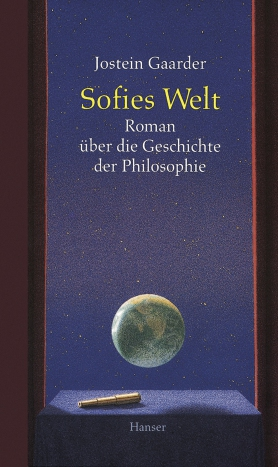
Duitstalige editie.

Dit is een chronologische lijst met filosofen en filosofische stromingen waaraan in het boek een aparte sectie gewijd is:
- De mythen
- De natuurfilosofen
- Democritus
- Desiderius Erasmus
- Socrates
- Plato
- Aristoteles
- Het hellenisme
- De middeleeuwen
- De renaissance
- De barok
- Descartes
- Baruch Spinoza
- John Locke
- Jean-Jacques Rousseau
- David Hume
- George Berkeley
- De verlichting
- Immanuel Kant
- De romantiek
- Georg Wilhelm Friedrich Hegel
- Søren Kierkegaard
- Karl Marx
- Charles Darwin
- Sigmund Freud
- Jean-Paul Sartre
- Simone de Beauvoir